# Macarena Simari Birkner
Pour les articles homonymes, voir Birkner.
Macarena María Simari Birkner, née le 22 novembre 1984 à San Carlos de Bariloche, est une skieuse alpine argentine. Elle court dans toutes les disciplines.

## Biographie
Macarena mesure 1,68 m et pèse 58 kg.
Pour sa première course internationale, sur le circuit continentale de la Coupe sud-américaine, elle est troisième d'un slalom géant à Chapelco.
Elle fait ses débuts en Coupe du monde en 1999 et en championnat du monde en 2001.
Aux Jeux olympiques de Sochi 2014, elle s'est classée 32e de la descente, 27e du slalom, 39e du slalom géant, 26e du super-G et 20e du super combiné (descente et slalom). Au total, elle a participé à quatre éditions des Jeux olympiques d'hiver de 2002 à 2014, son meilleur résultat restant une 17e place en combiné en 2002 à Salt Lake City. Dans les Championnats du monde, elle cumule huit participations, entre 2001 et 2017, obtenant ses meilleurs résultats dans le combiné avec trois 21e places à son actif en 2003 à Saint-Moritz, 2011 à Garmisch-Partenkirchen et 2015 à Beaver Creek. Elle parvient à obtenir des top 30 en descente et slalom également.
Son meilleur résultat en Coupe du monde est une vingtième place au combiné de San Sicario en 2005, marquant ses premiers points à cette occasion. Onze ans plus tard, elle revient dans les classements en Coupe du monde, terminant de nouveau dans le top 30 avec une 25e en super-combiné à Lenzerheide, puis dans deux autres combinés en 2019 et 2020.
Elle fait partie d'une famille de skieurs, son frère Cristian Simari Birkner et sa sœur María Belén Simari Birkner ayant également participé aux Jeux olympiques.

## Palmarès

### Jeux olympiques d'hiver
| Épreuve / Édition | Salt Lake City 2002 | Turin 2006 | Vancouver 2010 | Sotchi 2014 |
| Descente          | 34e                 | 30e        | 31e            | 32e         |
| Super G           | 31e                 | -          | 32e            | 26e         |
| Slalom géant      | 39e                 | 31e        | 45e            | 39e         |
| Combiné           | 17e                 | 26e        | 26e            | 20e         |
| Slalom            | Abandon             | 36e        | 36e            | 27e         |

### Championnats du monde
| Épreuve / Édition | Sankt Anton 2001 | Saint-Moritz 2003 | Bormio 2005 | Val d'Isère 2009 | Garmisch-Partenkirchen 2011 | Schladming 2013 | Beaver Creek 2015 | Saint-Moritz 2017 |
| Descente          | –                | 28e               | –           | 30e              | 31e                         | -               | -                 | 37e               |
| Super G           | 43e              | -                 | -           | -                | Abandon                     | -               | 34e               | 35e               |
| Slalom géant      | Abandon          | Abandon           | 43e         | 37e              | 56e                         | Disqualifiée    | 37e               | -                 |
| Slalom            | 32e              | 37e               | 26e         | 30e              | 34e                         | 50e             | 34e               | 41e               |
| Combiné           | –                | 21e               | -           | 23e              | 21e                         | 26e             | 21e               | 26e               |

### Coupe du monde
- Meilleur classement général : 101e en 2005.
- Meilleur résultat : 20e.

#### Classements en Coupe du monde
| Année     | Classement général final | Classement en combiné |
| 2004-2005 | 101e                     | 20e                   |
| 2015-2016 | 118e                     | 43e                   |
| 2018-2019 | 126e                     | 25e                   |
| 2019-2020 | 122e                     | 37e                   |

### Championnats d'Argentine
- Championne du slalom géant en 2001, 2006, 2008 et 2012.
- Championne du slalom en 2002, 2008, 2012 et 2015.
- Championne du super G en 2006.